# Emblyna decaprini
Emblyna decaprini är en spindelart som först beskrevs av Benjamin J. Kaston 1945.  Emblyna decaprini ingår i släktet Emblyna och familjen kardarspindlar. Inga underarter finns listade i Catalogue of Life.